# Jablonec nad Nysą
Jablonec nad Nysą (cz. Jablonec nad Nisouⓘ, niem. Gablonz an der Neiße) – miasto statutarne w Czechach, nad Nysą Łużycką, u podnóża Gór Izerskich. Drugie co do wielkości miasto kraju libereckiego, siedziba powiatu Jablonec nad Nysą. Ośrodek produkcji sztucznej biżuterii (Jablonex, G&B beads – szklane perły), szkła (Preciosa – producent szkła kryształowego) i elektroniki profesjonalnej (Jablotron). Siedziba Mennicy Czeskiej.
Według danych z 1 stycznia 2024, liczba mieszkańców miasta wynosi 46 226 osób (24. miejsce w kraju).

## Historia
Wieś Jablonec (Gablonz) została założona w XIV wieku; pierwszy dokument pisany wzmiankujący o niej pochodzi z 1356. Nazwa miasta oznacza „miejsce, gdzie rosną jabłonie”. W sierpniu 1496 wieś została doszczętnie spalona przez wojska Związku Miast Łużyckich podczas wojny pomiędzy nimi a królem Czech Jerzym z Podiebradów. W XVIII wieku powstały huta szkła i fabryka sztucznej biżuterii, a jej pierwszy eksporter, J. F. Schwan, uczynił miasto znanym w Europie. Wieś Gablonz została podniesiona do rangi gminy przez cesarza Franciszka II Habsburga 21 kwietnia 1808, zaś prawa miejskie nadał jej cesarz Franciszek Józef I 28 marca 1866.

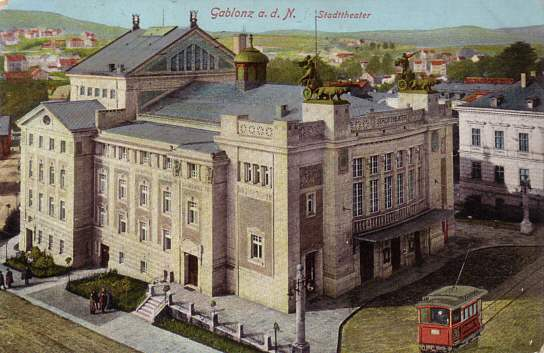
Teatr w Jabloncu nad Nysą

W XIX wieku miasto rozwijało się. W latach 1870–1871 wojna francusko-pruska sprawiła, że w krajach tych produkcja szkła i sztucznej biżuterii upadła, zaś kupcy z Gablonz przejęli rynki zagraniczne. Produkcja i eksport osiągały niewiarygodnie szeroki zasięg przez następne 60 lat. Rozwój miasta szedł w parze ze wzrostem liczby ludności; pejzaż Jablonca ulegał dynamicznym zmianom. Wybudowano wówczas szereg wystawnych (w tym secesyjnych) domów i całych dzielnic. Wybudowano też dwa najbardziej charakterystyczne obiekty w mieście – kościół Najświętszego Serca Pana Jezusa na Horní náměstí oraz ratusz miejski na Mírové náměstí. W 1904 otwarto Muzeum Szkła i Biżuterii.
Tzw. czarny piątek 24 października 1929 oraz kryzys gospodarczy lat 30. przyniosły recesję w produkcji szkła i biżuterii. W październiku 1938 Gablonz, zlokalizowane w Kraju Sudetów, zostało zajęte przez hitlerowską III Rzeszę na mocy postanowień układu monachijskiego, jako zamieszkane w większości przez Niemców. Po 1945 ludność niemiecka została wysiedlona, zaś Czesi przesiedleni do miasta, które odtąd znane jest jako Jablonec nad Nisou. Niemcy wysiedleni z Gablonz założyli po wojnie dzielnicę Neugablonz miasta Kaufbeuren w Bawarii oraz miejscowość Neugablonz nieopodal miasta Enns w Górnej Austrii.
W lutym 2012 r. Jablonec został miastem statutarnym. O ten status miasto starało się już w 1990 r. jako drugi co do wielkości i znaczenia ośrodek Aglomeracji Libereckiej.

## Współczesność
Jablonec stanowi obecnie centrum aktywnego wypoczynku i sportu, z pływalnią, trzema stadionami piłki nożnej oraz lekkoatletycznym, lodowiskiem hokejowym, 13 salami gimnastycznymi i 16 boiskami. Jest również znany ze swej nowoczesnej architektury z lat 1900–1930 i Muzeum szkła i biżuterii szklanej.
W Jabloncu mają siedzibę zakłady samochodowe LIAZ, choć ich nazwa wskazuje na pobliski Liberec (Liberecké automobilové závody). W Jabloncu powstały też zakłady elektroniczne „Jablotron”, eksportujące swe systemy ochrony mienia do kilkudziesięciu krajów, jako konkurent polskiej firmy „Satel” z Gdańska.
Jablonec z pobliskim Libercem łączy licząca ok. 12 km międzymiastowa linia tramwajowa. Ponadto w mieście rozwinął się przemysł maszynowy, papierniczy oraz spożywczy.

## Demografia
Dane demograficzne za rok 2021 i 2024.
| Rok             | 2021   | 2024   |
| --------------- | ------ | ------ |
| Liczba ludności | 45 317 | 46 226 |
| Liczba mężczyzn | 21 711 | 22 005 |
| Liczba kobiet   | 23 606 | 24 221 |

## Galeria

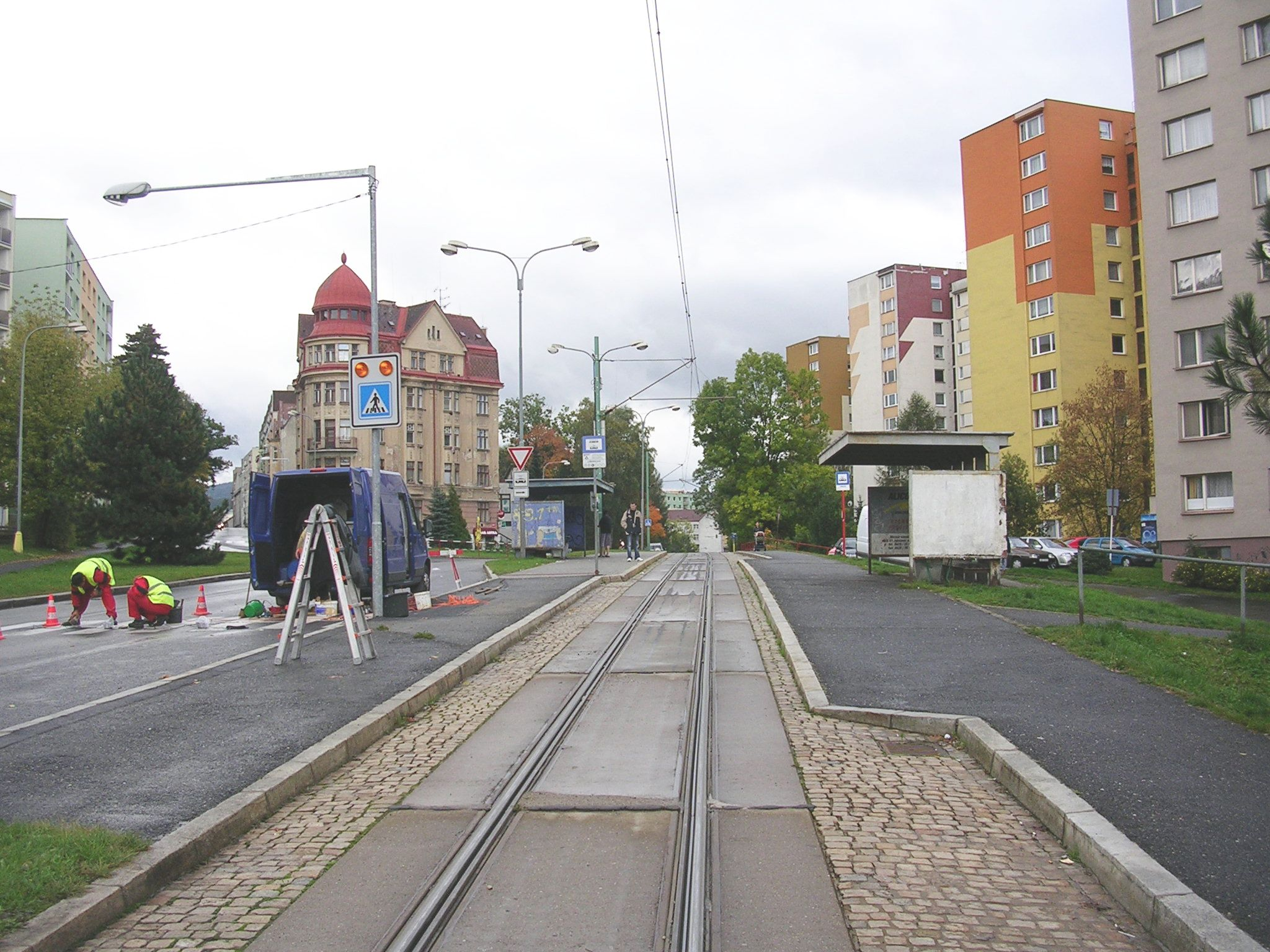
Przystanek tramwajowy
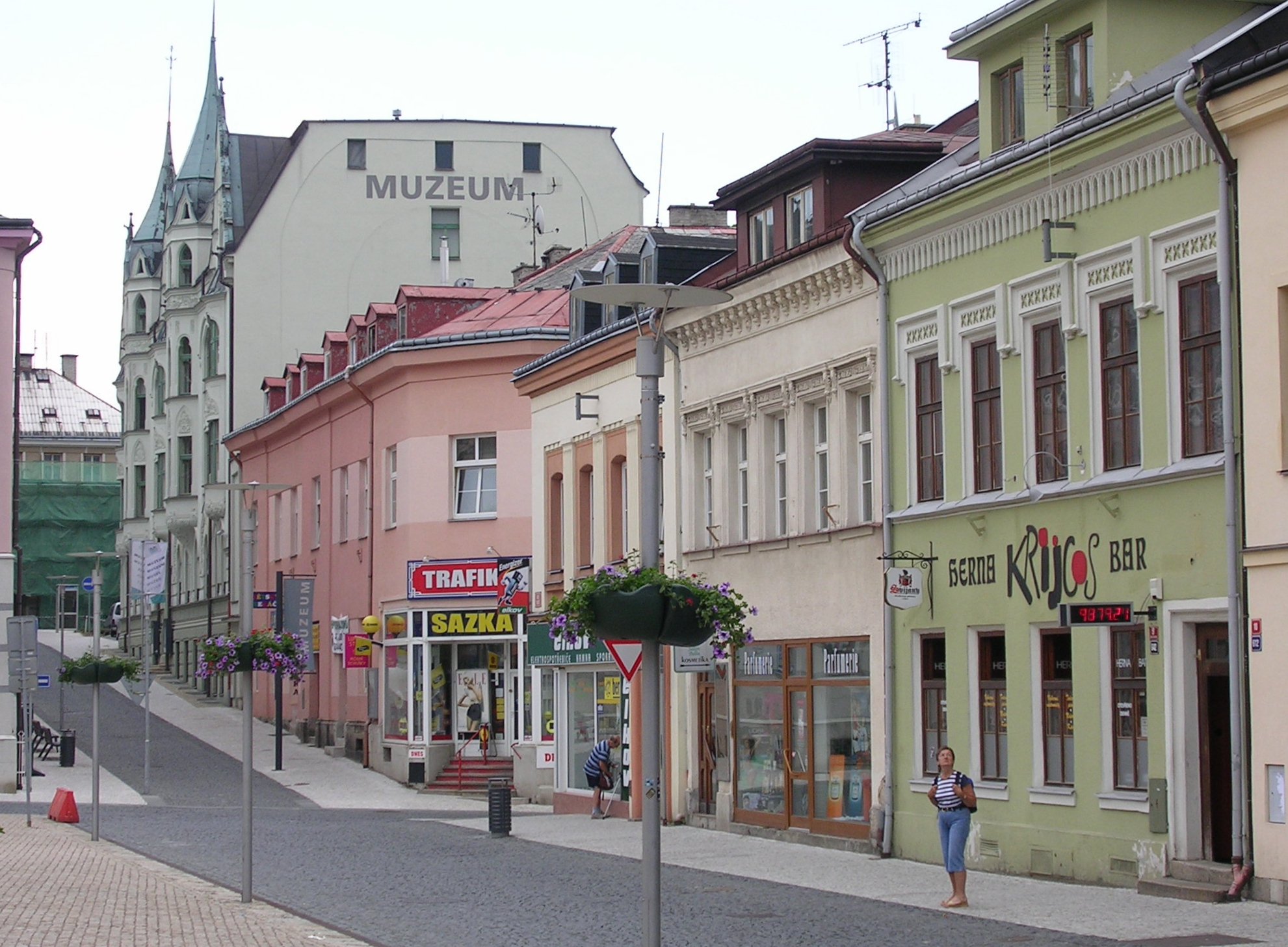
Widok na muzeum
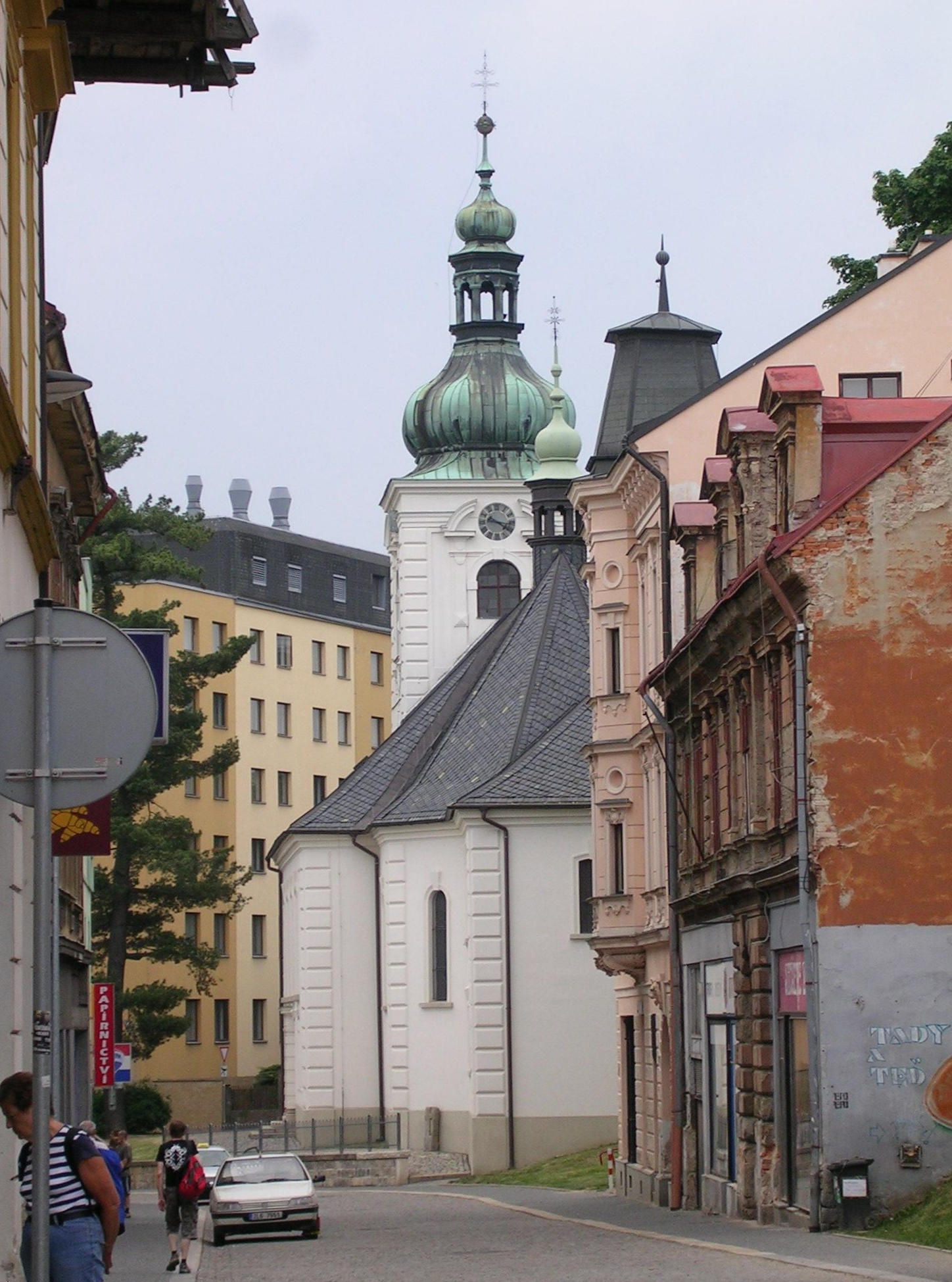
Kościół św. Anny
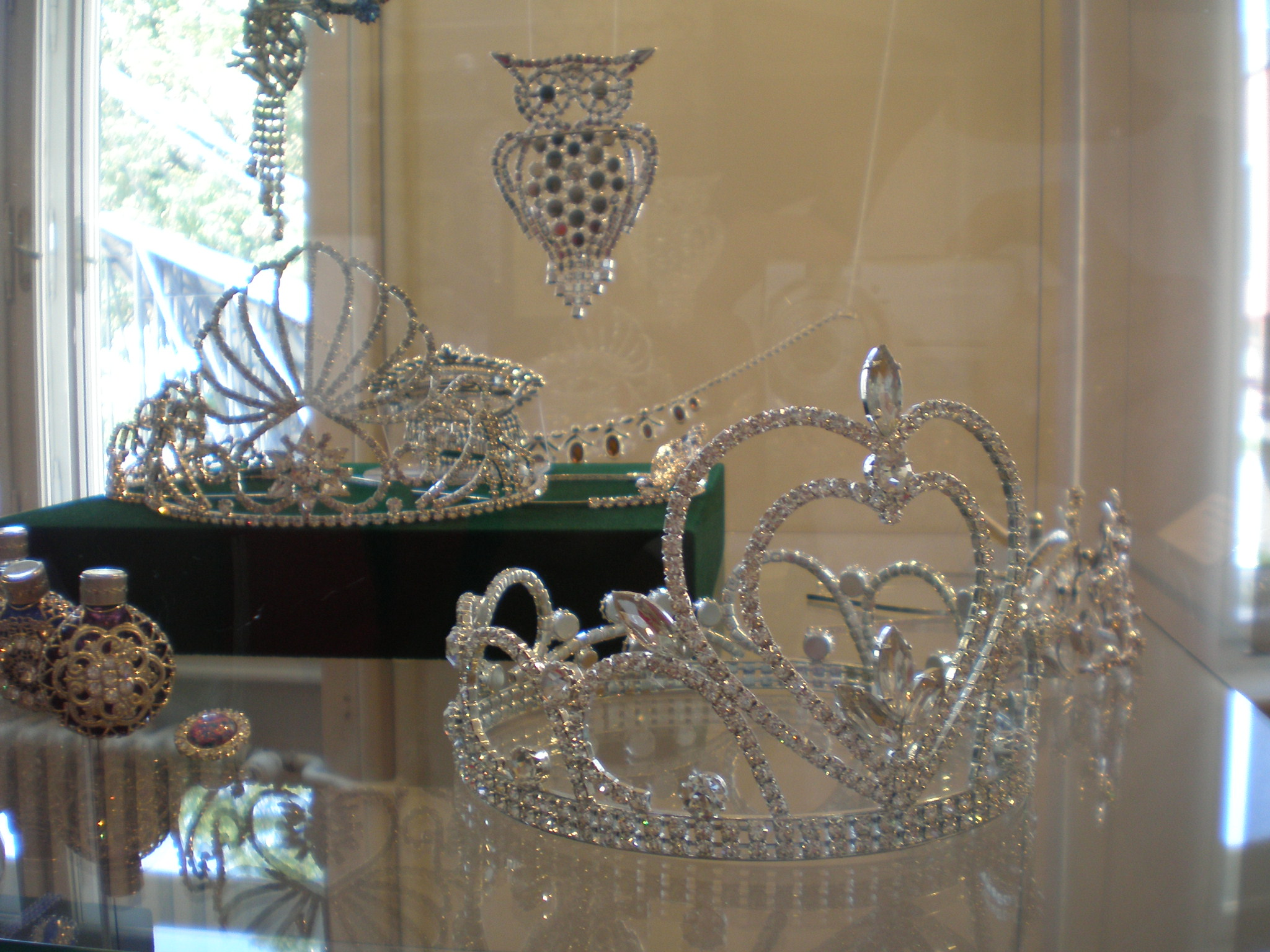
Muzeum Jablonexu
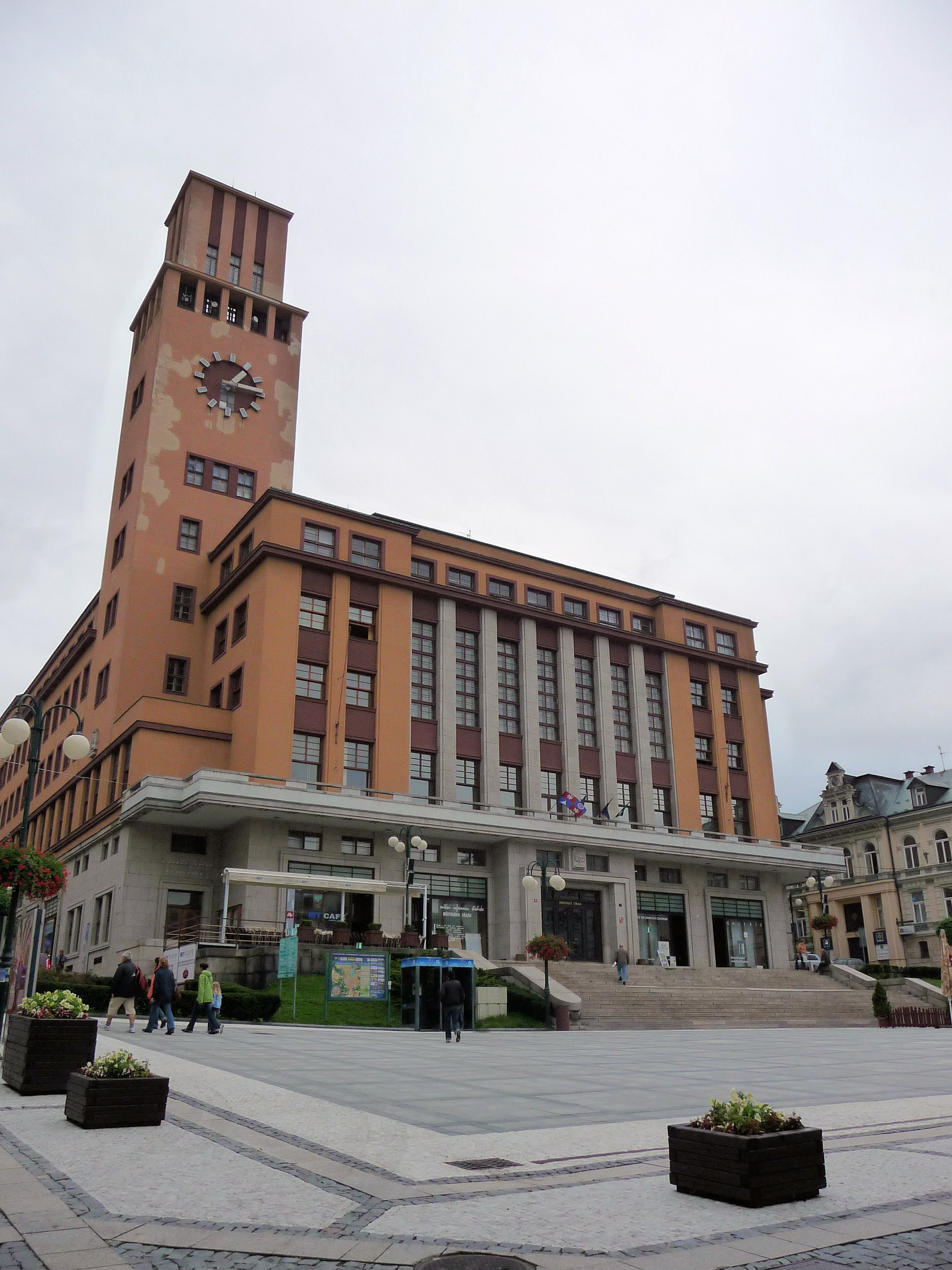
Urząd Miasta

## Współpraca
Miejscowości partnerskie:
- Beihai, Chiny
- Budziszyn, Niemcy
- Jelenia Góra, Polska
- Kaufbeuren, Niemcy
- Marsciano, Włochy
- Ronse, Belgia
- Zwickau, Niemcy

## Osobistości
- Milada Karbanová – czechosłowacka lekkoatletka, ur. 1948
- Dana Spálenská – czechosłowacka saneczkarka, ur. 1950
- Jaromír Drábek – czeski polityk, ur. 1965
- Jiřina Pelcová – czeska biathlonistka, ur. 1969
- Gabriela Suvová – czeska biathlonistka, ur. 1972
- Michal Doležal – czeski skoczek narciarski, ur. 1978
- Ivan Bartoš – czeski polityk, ur. 1980
- Barbora Špotáková – czeska lekkoatletka, ur. 1981
- Gabriela Soukalová – czeska biathlonistka, ur. 1989
- Markéta Davidová – czeska biathlonistka, ur. 1997